# Poyatos
Poyatos es un municipio y localidad española de la provincia de Cuenca, en la comunidad autónoma de Castilla-La Mancha. El término municipal, ubicado en plena Serranía de Cuenca, tiene una población de 71 habitantes (INE 2024).

## Geografía
El municipio es atravesado de este a oeste por el río Escabas y destaca por su entorno natural. En sus alrededores cuenta con un camping y varias zonas donde se pueden practicar deportes de aventura como senderismo y barranquismo. Destaca el barranco de Poyatos, con rápeles de hasta 20 m, muy bien equipado y con una bonita zona encajonada. En el siglo XIX se comenta cómo la mayor parte del término está cubierta «de pinos, robles y encinas, boj, espinos y aliagas».

## Historia
A mediados del siglo XIX, el lugar contaba con una población censada de 366 habitantes. La localidad aparece descrita en el decimotercer volumen del Diccionario geográfico-estadístico-histórico de España y sus posesiones de Ultramar de Pascual Madoz de la siguiente manera:

POYATOS: v. con ayunt. en la prov. y dióc. de Cuenca (7 leg.), part. jud. de Priego (5), aud. terr. de Albacete (26) y c. g. de Castilla la Nueva (Madrid 24). sit. en terreno montuoso y á la márg. der. del r. Escabas; su clima es frio, con buena ventilacion y propenso á constipados. Consta de 96 casas de mediana construccion, inclusa la de ayunt.; una escuela de primeras letras, dotada con 1,100 rs. y á la que concurren 20 niños; una hermosa fuente y varias en el térm.: la igl. parr. (Sta. Magdalena), servida por un cura de entrada y un beneficiado, y las ermitas de Ntra. Sra. de Poyos y la de Sta. Quiteria á corta dist. del pueblo. El térm. confina con los de Arcos de la Sierra, Tevar y sierras de Tragacete: el terreno es montuoso, y á escepcion de una pequeña parte que se cultiva y es de mala calidad, está cubierto de pinos, robles y encinas, boj, espinos y aliagas: el r. ya citado cruza una gran parte de su térm., y su curso es de E. á O. hasta incorporarse al Guadiela: los caminos son locales, y su estado malísimo, por lo escabroso del terreno. La correspondencia se recibe de Cuenca todos los miércoles, y sale los jueves. prod.: trigo, centeno, cebada, habichuelas, patatas y hortalizas; se cria ganado lanar, cabrio y vacuno, dando la preferencia á este último; caza de liebres, perdices, conejos y alguna de mayor, y pesca de truchas de escelente calidad. ind.: la agrícola y pecuaria, estraccion de pez y fabricación de cucharas de boj, un molino harinero y una fáb. de hierro. pobl.: 92 vec., 366 alm. cap. prod.: 935,320 rs. imp.: 46,766: el presupuesto municipal asciende á 3,000 rs., de los cuales se pagan 750 al secretario de ayunt., y todo se cubre con el prod. de las fincas de propios.
(Madoz, 1849, p. 183)

El 21 de julio de 2009 se produjo un importante incendio que arrasó casi 1800 hectáreas de monte, 597 de ellas pertenecientes al parque natural de la Serranía de Cuenca. El incendio fue declarado intencionado y su autor fue condenado a 10 años de prisión.

## Demografía
Poyatos cuenta con una población de 71 habitantes (INE 2024).
| Gráfica de evolución demográfica de Poyatos entre 1842 y 2021                                                       |
| |
| Población de derecho según los censos de población del INE Población de hecho según los censos de población del INE |

## Urbanismo
Poyatos tiene la declaración de conjunto histórico por su riqueza monumental. Su núcleo central es una  plaza del siglo XVI, donde destacan el ayuntamiento, con una fachada principal con cuatro columnas cilíndricas y una amplía balconada de madera, y la iglesia parroquial de Santa María Magdalena, mezcla de estilos gótico y renacentista. Hay un torreón perteneciente a la muralla, que albergaba la fragua. Queda como uno de los emblemas del pueblo, el arco del concejo, que nos da la bienvenida al pueblo.
Buena parte del desarrollo urbanístico que tuvo en el siglo XVI, se realizó gracias a la influencia de Miguel Muñoz, nacido en Poyatos y nombrado obispo de Cuenca entre 1547 y 1553.
En segunda década del siglo XXI ha progresado bastante en mejoras de sus calles: asfaltado, rehabilitación del Ayuntamiento y la iglesia, adoquinado de la plaza del Ayuntamiento y fundación de casas rurales asociadas al turismo de naturaleza.